# Trái tim rẽ lối
Hua Jai Rua Puang (tiếng Thái: หัวใจเรือพ่วง, tên tiếng Việt: Trái tim rẽ lối) là bộ phim truyền hình Thái Lan phát sóng năm 2013 trên đài Channel 5 (Ch5). Phim với sự tham gia của Yuke Songpaisan và Ornjira Larmwilai.

## Nội dung
Pat (Pang) là một người mẹ đơn thân trẻ tuổi và giàu nghị lực; cô quyết định chuyển gia đình mình đến Pak-chong (một thành phố nhỏ của Thái Lan) để sinh sống. Vất vả bươn chải với cuộc mưu sinh, mặc kệ bao lời dèm pha, Pat chỉ mong rằng mình có đủ sức khỏe để làm việc và chăm sóc cho Atom - con trai đầy đủ lẫn lo cho Ran - đứa cháu gái được ăn học đàng hoàng. May mắn, Ran được nhận vào làm tại khu nghỉ mát do Peet (Son) quản lý; với vẻ ngoài hiền lành và yếu đuối, cô nhân viên mới nhanh chóng lọt vào "mắt xanh" của chàng giám đốc trẻ tuổi, lịch lãm và thân thiện này. Song song với công việc bù đầu tại resort thì Peet vẫn làm tròn trách nhiệm của một người con hiếu thảo khi anh thường xuyên vào bệnh viện để thăm nom mẹ - bà Kanta đang mắc bệnh ung thư ở giai đoạn cuối. Thương mẹ và mong thực hiện được tâm nguyện cuối cùng của bà, Peet quyết định cầu hôn Ran dù thời gian tìm hiểu giữa hai người chưa lâu.
Thời điểm này, Peet cũng mời Pat - dì của Ran vào resort làm việc. Vốn thông minh và sáng tạo, cô liên tục đề xuất nhiều ý kiến hấp dẫn, đem lại hiệu quả rõ rệt cho hoạt động resort. Chỉ trong thời gian ngắn, Pat đã nhanh chóng trở thành cánh tay đắc lực, hỗ trợ Peet tối đa trong việc đối phó những kẻ có ý đồ xấu, đang rắp tâm làm hại resort. Từ hai kẻ gặp nhau là khẩu chiến, dần dà, mối quan hệ giữa hai người ngày một tốt đẹp hơn, khiến nảy sinh tình cảm lúc nào chẳng hay.
Khi những rắc rối chưa có điểm dừng thì bất ngờ Tharit - em họ của Peet xuất hiện. Đến resort để chúc mừng anh trai sắp lấy vợ, Tharit không khỏi ngỡ ngàng khi phát hiện chị dâu tương lai lại chính là Ran - bạn gái cũ của anh. Sự xuất hiện của Tharit khiến Ran chột dạ. Ran tìm đủ mọi cách để che giấu mọi người về quá khứ mà cô đang cố gắng chối bỏ. Trong khi Orn - vợ hiện tại Tharit vì ghen nên có âm mưu giả thai để giữ chân Tharit. Một lần, Atom bị rơi xuống sông rồi vào bệnh viện rồi mới phát hiện thân phận thật sự của Atom là con ruột của Ran và Tharit (vì cùng nhóm máu hiếm với Tharit). Trong lúc đó, bệnh tình bà Kanta ngày một nặng hơn, đẩy Peet vào tình cảnh tiến thoái lưỡng nan khi phải nhanh chóng đưa ra một chọn lựa. Liệu chàng giám đốc trẻ tuổi có đủ can đảm để đối mặt với chính trái tim mình - từ bỏ cô bạn gái dối trá để đi theo tình yêu đích thực? .

## Diễn viên
- Ornjira Larmwilai as "Pat" Tanyaporn
- Yuke Songpaisan as Peet / Pete
- Singhharuth Junpukdee as Tharit
- Keerati Mahapreukpong as Rantida / Ran
- Punwarot Duaysienklao as Thaksaorn / Orn
- Thanawat Prasitsomporn (DJ Nui) as Ter
- Karnjana Jindawat as Kanta - mẹ Peet
- Chadaphon Ratnakon as Thippapha - mẹ Ran, chị Pat
- Papassara Techapaibun as Ruchawi - mẹ Tharit
- Achirawit Detproth as bé Atom
- Sitang Punpop as Cherdchom
- Warapun Nguitragool as Fon
- Witaya Jethapai as Prathin
- Witid Laird as Plian
- Somchai Zongzot
- Khomkrit Yutiyong
- Natthanee Sitthisaman
- Chirakit Suwanpap
- Chirawadee Itsarangkul Na Ayuthaya

## Rating
- Tập 01 (06/05/2013) — 2.2 (3.1,2.1)
- Tập 02 (06/06/2013) — 2.4 (1.8,2.5)
- Tập 03 (06/12/2013) — 2.1 (2.5,2.0)
- Tập 04 (06/13/2013) — 2.0 (2.2,1.9)
- Tập 05 (06/19/2013) — 2.2 (2.6,2.1)
- Tập 06 (06/20/2013) — 2.3 (2.6,2.3)
- Tập 07 (06/26/2013) — 3.0 (3.5,2.9)
- Tập 08 (06/27/2013) — 3.0 (3.6,2.9)
- Tập 09 (07/03/2013) — 2.7 (3.7,2.6)
- Tập 10 (07/04/2013) — 3.4 (3.8,3.3)
- Tập 11 (07/10/2013) — 3.0 (3.7,2.8)
- Tập 12 (07/11/2013) — 2.9 (3.4,2.8)
- Tập 13 (07/17/2013) — 3.3 (2.8,3.4)
- Tập14 (07/18/2013) — 2.9 (3.5,2.8)
- Tập 15 (07/24/2013) — 3.3 (3.6,3.2)
- Tập 16 (07/25/2013) — 3.8 (4.3,3.8)
- Tập 17 (07/31/2013) — 3.7 (3.8,3.7)
- Tập 18 (08/01/2013) — 4.0 (4.3,4.0)
- Tập 19 (08/07/2013) — 4.4 (4.8,4.3)
- Tập 20 (08/08/2013) — 5.5 (5.5,5.5) *Cuối*

Trung bình: 3.11 (Lakorn đứng thứ 4 CH5 2013)

## Ca khúc nhạc phim
- หน้าที่หรือหัวใจ / Nahtee Reu Hua Jai (Duty or Heart) - Dew Nattapong Promsing
- นานเท่านาน / Nahn Tao Nahn (As Long As Possible) - KALA